# Lugia pterophora
Lugia pterophora är en ringmaskart som först beskrevs av Ehlers 1864.  Lugia pterophora ingår i släktet Lugia och familjen Phyllodocidae. Inga underarter finns listade i Catalogue of Life.